# データ回線終端装置

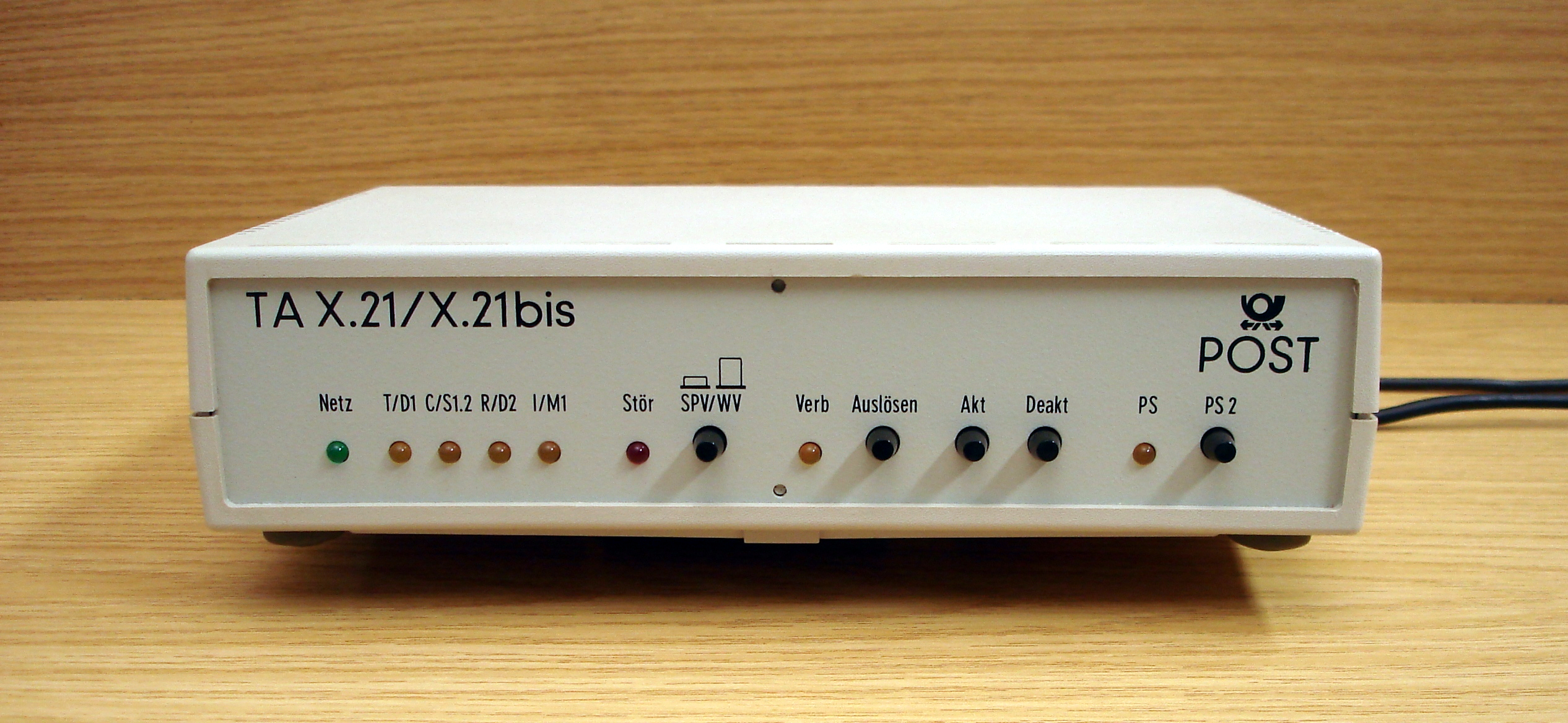
X.21用ターミナルアダプタ

データ回線終端装置（データかいせんしゅうたんそうち、英: data circuit-terminating equipment, DCE）は、データ端末装置 (DTE) とデータ通信網との間に位置する機器である。別名はデータ通信装置 (data communications equipment)、データ回線装置 (data carrier equipment)。

## 機能
DCEは、信号の変換、符号化、クロック供給などの機能を持ち、DTEに組み込まれている場合があり、独立した装置の場合もある。一般にデータ端末装置 (DTE) と通信網や伝送路のインタフェース装置として働く。
通常、DTE機器は端末（あるいはコンピュータ）である。

## インタフェース
一般にRS-232と共に使われる用語であるが、DTE/DCE間のインタフェースには他にもいくつかのデータ通信規格が存在する。DCEは、そういった規格でDTE機器と通信する機器である。これらの用語を使う規格には、以下のものがある。
- RS-232
- ITU-T Vシリーズ規格の一部（例えば、V.24、V.35）
- ITU-T Xシリーズ規格の一部（例えば、X.21、X.25）

一般にDCE機器はクロック信号を発生し、DTE機器はそのクロック信号に同期して動作する。D-subコネクタにもDTE/DCEに関連してピン配置の規則がある。

## 種類
モデム
ADSLなどのデジタル加入者線に接続し、デジタル信号を伝送路の特性に合わせたアナログ信号にデジタル変調して送信するとともに、伝送路からのアナログ信号をデジタル信号に復調して受信する。
光回線終端装置 (ONU)
光通信ネットワークの終端に設置され、光信号・電気信号間の変換と光信号の多重・分離をする。
ターミナルアダプタ (TA)
ISDN回線などに接続し、アナログ電話機や、コンピュータなどの情報機器を接続するためのインタフェース変換を行う。
DSU
ISDN回線に接続し、加入者線の終端・Iインターフェースへの変換・端末機器などへの給電を行う。
ヌルモデム
2つのDTE同士、あるいはDCE同士を間にモデムなどのメディア変換器を挟まずに直接接続する場合、ヌルモデムが必要となる。